# Skarica Máté
Skarica Máté (Skaricza) (Ráckeve, 1544 – 1591. március 21.) református pap, életrajzíró.

## Életpályája
Ráckevén kezdett tanulni; 1563-ban pesti rektor, 1564-ben ráckevei tanító lett. Két évvel később Kolozsvárra ment tanulmányai folytatására. 1567-ben a jászberényi, 1568 elején ismét a ráckevei tanítóságot vállalta el. 1569. áprilisban külföldre utazott: a padova, genfi és (1571. április 29-étől) a wittenbergi egyetemen bővítette ismereteit. 1572-ben tért haza, ekkor Szegedi Kis István utódjaként Ráckeve lelkészévé választották. Jelen volt a hercegszöllősi zsinaton, amelynek kánonai kiadásáról ő gondoskodott. 1588-ban nagy hitvitát folytatott Pécsett az unitárius Válaszuti Györggyel, aki a történetet a Pécsi dispuában örökítette meg. Skaricát három évvel később törökök ölték meg otthonában.

## Munkássága
- Sajtó alá rendezte és kiadta Szegedi Kis István hátrahagyott műveit, valamint megírta életrajzát (Vita Stephani Szegedini), mely mestere Theologiae sincerae loci communes című munkájával együtt, annak „melléklete”-ként jelent meg (Bázel, 1585). „Ez az életrajz, az első igényes, humanista jellegű tudós-biográfia, tanítványi szeretettel s igen részletesen ismerteti Szegedi Kis hányatott életét, s éppen ezért a magyar reformáció történetének egyik legfontosabb forrása.”[1]
- Versekbe szedve megírta Ráckeve történetét (1581; kiadta Magdics István 1888-ban). Írt még sírverset Szegedi Kis Istvánnak, szintén verset Szegedinek a Tabulae Analyticae (1592) című munkája elé, és fennmaradt néhány egyházi éneke is.
- Skaricza Máté: Szegedi István élete; ford. Faragó Bálint; Kanyó Ny., Mezőtúr, 1906
- Az a több évszázados hiedelem, hogy ő fordította volna Luther Erős várunk... kezdetű énekét, minden alapot nélkülöz.[2]